# 20 złotych Lech Kaczyński. Warto być Polakiem
20 złotych Lech Kaczyński. Warto być Polakiem – polski banknot kolekcjonerski o nominale dwudziestu złotych, wprowadzony do obiegu 9 listopada 2021 roku, zarządzeniem z 18 października 2021 r.

## Awers

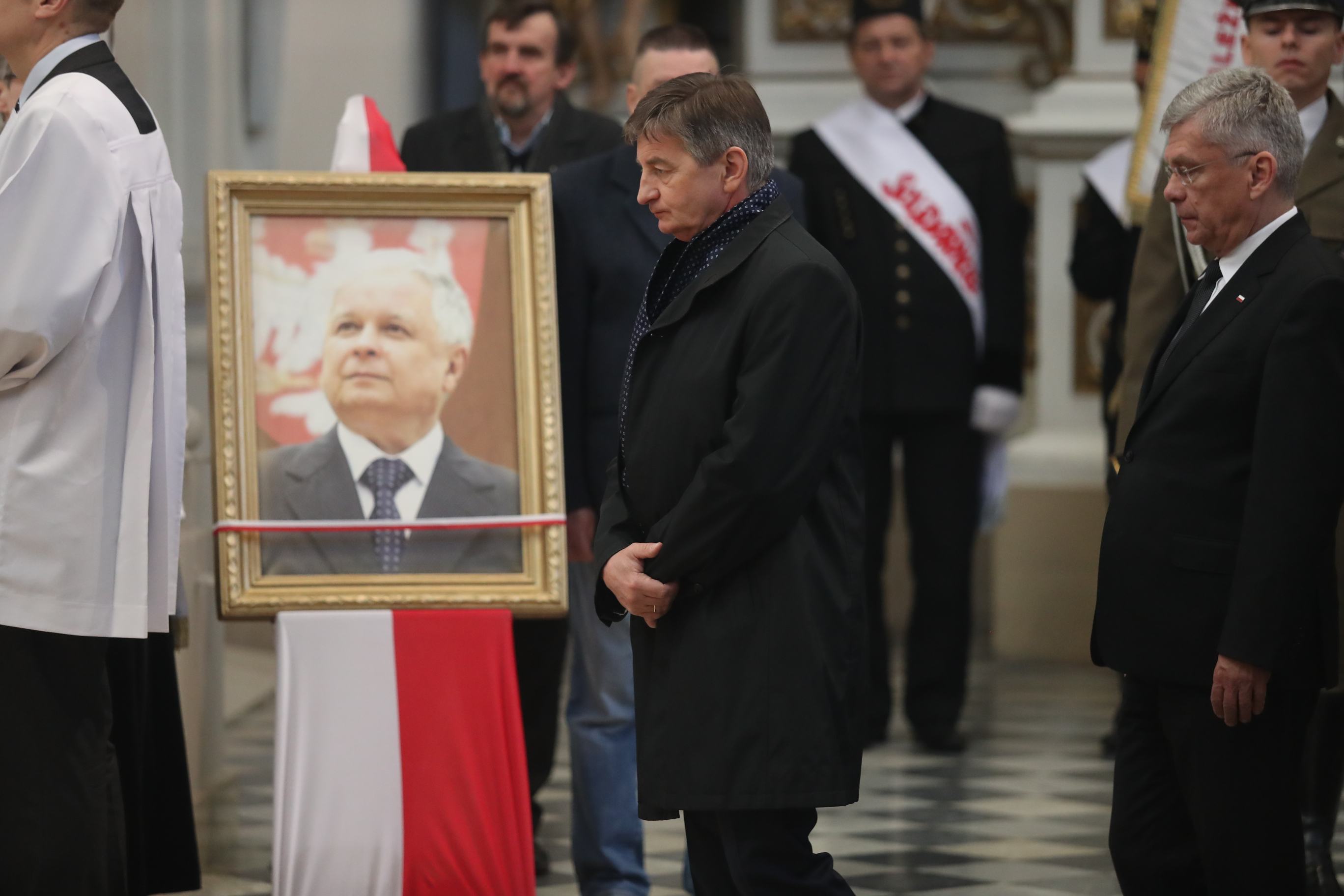
Portret Lecha Kaczyńskiego użyty na banknocie

Na awersie banknotu znajduje się portret Lecha Kaczyńskiego, wizerunek Orderu Orła Białego oraz
Pałacu Prezydenckiego w Warszawie.

## Rewers
Na stronie odwrotnej zaprezentowano budynek Muzeum Powstania Warszawskiego, tłum strajkujących osób w Stoczni Gdańskiej w latach 80. XX w., napis SOLIDARNOŚĆ oraz widok Polskiego Cmentarza Wojennego w Katyniu.

## Nakład
Polska Wytwórnia Papierów Wartościowych wydrukowała 80 000 banknotów, o wymiarach 150 × 77 mm, wg projektu Justyny Kopeckiej.

## Opis
Jest to 13. banknot kolekcjonerski wydany przez PWPW i upamiętnia Prezydenta RP prof. Lecha Kaczyńskiego.

## Zabezpieczenia
Banknot ma zabezpieczenia takie jak:
- efekt kątowy
- mikrodruk
- mikrotłoczenie
- nitka zabezpieczająca
- oznaczenie dla niewidomych
- recto-verso
- specjalny raster
- staloryt
- tło reliefowe
- znak UV
- znak wodny